# Siddons Point
Der Siddons Point ist eine Landspitze an der Nordküste der Livingston-Insel im Archipel der Südlichen Shetlandinseln. Sie liegt auf halber Strecke des Ufers der Hero Bay und trennt dabei die Maleshevo Cove im Südwesten von der Vasilev Bay im Südosten.
Das UK Antarctic Place-Names Committee benannte sie 1958 nach Kapitän Richard Siddins [sic!] (1770–1846), der mit dem Robbenfänger Lynx aus Sydney zwischen 1820 und 1821 sowie von 1821 bis 1822 in den Gewässern um die Südlichen Shetlandinseln operiert hatte.